# فرودگاه ایژفسک
فرودگاه ایژفسک (به روسی: Аэропорт Ижевск) فرودگاهی عمومی واقع در ایژوسک در کشور روسیه است که توسط آیزهاویا اداره می‌شود.

## شرکت‌های هواپیمایی و مقصدهای پروازی
| شرکت‌های هواپیمایی | مقصدهای پروازی                      |
| ----------------- | ----------------------------------- |
| دکستر ایر تاکسی   | کیروف پوبدیلوف، استریگینو، کورومچ   |
| آیزهاویا          | دوموده‌دوو، پالکوو فصلی: آناپا، سوچی |
| اورن‌بورژی         | اوفا، کولتسوو                       |
| روس‌لاین           | دوموده‌دوو                           |